# Regiunea Maule

Regiunea Maule

Regiunea Maule (în spaniolă VII Región del Maule) este una dintre cele 15 regiuni administrative din Chile. Capitala regiunii este orașul Talca.
| Diviziuni politice și administrative ale regiunii Maule | Diviziuni politice și administrative ale regiunii Maule |                    |
| --- | ------------------------------------------------------- | ------------------ |
| \| Provincie \| Capitală \| Oraș \| \| --------- \| --------- \| ------------------ \| \| Cauquenes \| Cauquenes \| 1 Cauquenes \| \| Cauquenes \| Cauquenes \| 2 Chanco \| \| Cauquenes \| Cauquenes \| 3 Pelluhue \| \| Curicó \| Curicó \| 4 Curicó \| \| Curicó \| Curicó \| 5 Hualañé \| \| Curicó \| Curicó \| 6 Licantén \| \| Curicó \| Curicó \| 7 Molina \| \| Curicó \| Curicó \| 8 Rauco \| \| Curicó \| Curicó \| 9 Romeral \| \| Curicó \| Curicó \| 10 Sagrada Familia \| \| Curicó \| Curicó \| 11 Teno \| \| Curicó \| Curicó \| 12 Vichuquén \| \| Linares \| Linares \| 13 Colbún \| \| Linares \| Linares \| 14 Linares \| \| Linares \| Linares \| 15 Longaví \| \| Linares \| Linares \| 16 Parral \| \| Linares \| Linares \| 17 Retiro \| \| Linares \| Linares \| 18 San Javier \| \| Linares \| Linares \| 19 Villa Alegre \| \| Linares \| Linares \| 20 Yerbas Buenas \| \| Talca \| Talca \| 21 Constitución \| \| Talca \| Talca \| 22 Curepto \| \| Talca \| Talca \| 23 Empedrado \| \| Talca \| Talca \| 24 Maule \| \| Talca \| Talca \| 25 Pelarco \| \| Talca \| Talca \| 26 Pencahue \| \| Talca \| Talca \| 27 Río Claro \| \| Talca \| Talca \| 28 San Clemente \| \| Talca \| Talca \| 29 San Rafael \| \| Talca \| Talca \| 30 Talca \| |                                                         |                    |
| Provincie | Capitală                                                | Oraș               |
| Cauquenes | Cauquenes                                               | 1 Cauquenes        |
| Cauquenes | Cauquenes                                               | 2 Chanco           |
| Cauquenes | Cauquenes                                               | 3 Pelluhue         |
| Curicó | Curicó                                                  | 4 Curicó           |
| Curicó | Curicó                                                  | 5 Hualañé          |
| Curicó | Curicó                                                  | 6 Licantén         |
| Curicó | Curicó                                                  | 7 Molina           |
| Curicó | Curicó                                                  | 8 Rauco            |
| Curicó | Curicó                                                  | 9 Romeral          |
| Curicó | Curicó                                                  | 10 Sagrada Familia |
| Curicó | Curicó                                                  | 11 Teno            |
| Curicó | Curicó                                                  | 12 Vichuquén       |
| Linares | Linares                                                 | 13 Colbún          |
| Linares | Linares                                                 | 14 Linares         |
| Linares | Linares                                                 | 15 Longaví         |
| Linares | Linares                                                 | 16 Parral          |
| Linares | Linares                                                 | 17 Retiro          |
| Linares | Linares                                                 | 18 San Javier      |
| Linares | Linares                                                 | 19 Villa Alegre    |
| Linares | Linares                                                 | 20 Yerbas Buenas   |
| Talca | Talca                                                   | 21 Constitución    |
| Talca | Talca                                                   | 22 Curepto         |
| Talca | Talca                                                   | 23 Empedrado       |
| Talca | Talca                                                   | 24 Maule           |
| Talca | Talca                                                   | 25 Pelarco         |
| Talca | Talca                                                   | 26 Pencahue        |
| Talca | Talca                                                   | 27 Río Claro       |
| Talca | Talca                                                   | 28 San Clemente    |
| Talca | Talca                                                   | 29 San Rafael      |
| Talca | Talca                                                   | 30 Talca           |